# فدراسیون فوتبال گابن
فدراسیون فوتبال گابن (فرانسوی: Fédération Gabonaise de Football, FEGAFOOT‎) نهاد اداره‌کننده مسابقات فوتبال و فوتسال در کشور گابن است.
این فدراسیون که در سال ۱۹۶۲ تأسیس شده عضو کنفدراسیون فوتبال آفریقا و فیفا نیز می‌باشد و مقر آن در شهر لیبرویل است.